# Allyce Beasley

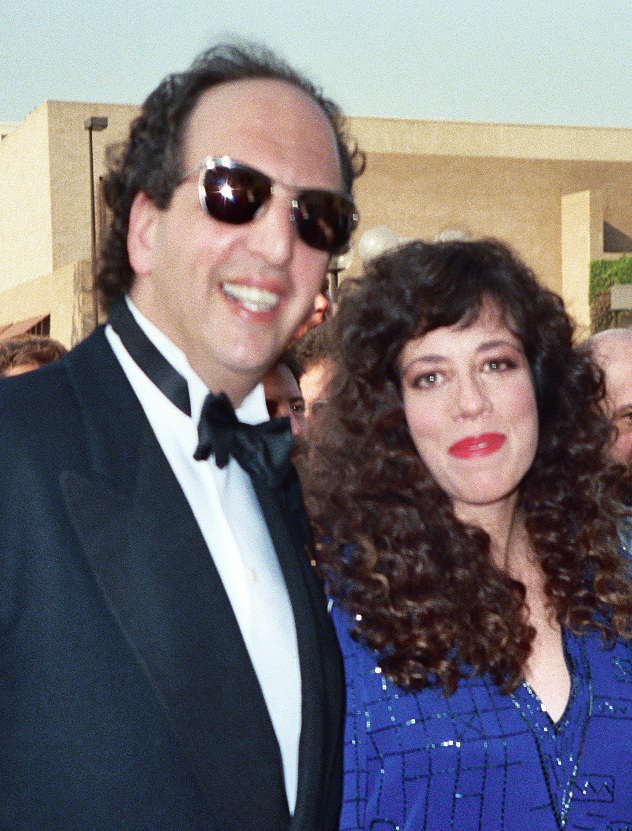
Beasley und ihr damaliger Ehemann Vincent Schiavelli (20. September 1987)

Allyce Beasley (* 6. Juli 1951, nach anderen Quellen 1954 in Brooklyn, New York City als Alice Tannenberg) ist eine US-amerikanische Schauspielerin und Synchronsprecherin.

## Leben
Beasleys schauspielerische Karriere beschränkt sich größtenteils auf Fernseh- und Miniserien sowie Nebenrollen. So war sie unter anderem als Gastdarsteller in Folgen von Cheers, Remington Steele und Alf zu sehen. Als weibliche Nebenrolle trat sie unter anderem in Tommyknockers – Das Monstrum und Natürlich blond auf. In der Fernsehserie Das Model und der Schnüffler war sie neben Cybill Shepherd und Bruce Willis eine der Hauptdarstellerinnen.
Zudem ist sie als Synchronsprecherin sehr erfolgreich. Sie lieh ihre Stimme unter anderem einigen Figuren der Zeichentrickserien Darkwing Duck, Extreme Ghostbusters oder Disneys große Pause. Zudem synchronisierte sie im Zeichentrickfilm Stuart Little dessen Tante Beatrice. Außerdem ist sie die Off-Stimme in der Fernsehshow Playhouse Disney im Disney Channel.
Beasley ist seit 1999 in dritter Ehe mit Jim Bosche verheiratet. Zuvor war sie von 1985 bis 1988 mit dem bekannten Schauspieler Vincent Schiavelli verheiratet, der im Dezember 2005 starb. Mit ihm hat sie einen gemeinsamen Sohn namens Andrea Schiavelli. Ihre erste Ehe ging sie von 1970 mit Chris Sansocie ein; sie wurde 1972 geschieden.
Beasley litt unter Brustkrebs, den sie „besiegte“.

## Filmografie (Auswahl)
- 1982: Cheers (Fernsehserie, Episode 1x05)
- 1983: Remington Steele (Fernsehserie, Episode 1x16)
- 1984: T.V. – Total verrückt (The Ratings Game)
- 1985–1989: Das Model und der Schnüffler (Moonlighting, Fernsehserie, 66 Episoden)
- 1990: Alf (Fernsehserie, Episode 4x15)
- 1993: Loaded Weapon 1 (National Lampoon’s Loaded Weapon 1)
- 1993: Tommyknockers – Das Monstrum (The Tommyknockers)
- 1996: Rumpelstiltskin
- 1996: Angst vor Gefühlen (Entertaining Angels: The Dorothy Day Story)
- 2000: Diagnose: Mord (Diagnosis Murder, Fernsehserie, Episode 7x21)
- 2000: Eine himmlische Familie (7th Heaven, Fernsehserie, Episode 4x20)
- 2001: Felicity (Fernsehserie, Episode 4x03)
- 2001: Nenn’ mich einfach Nikolaus (Call Me Claus, Fernsehfilm)
- 2001: Natürlich blond (Legally Blonde)
- 2009: Medium – Nichts bleibt verborgen (Medium, Fernsehserie, Episode 5x18)
- 2010–2011: Bored to Death (Fernsehserie, 3 Episoden)
- 2015: Gotham (Fernsehserie, Episode 1x11)
- 2016: Law & Order: Special Victims Unit (Fernsehserie, Episode 17x13)
- 2018: Maniac (Fernsehserie, 8 Episoden)